# Liste der Monuments historiques in Saugon
Die Liste der Monuments historiques in Saugon führt die Monuments historiques in der französischen Gemeinde Saugon auf.

## Liste der Objekte
| Bezeichnung | Beschreibung          | Standort                           | Kennzeichnung | Schutzstatus | Datum | Bild |
| ----------- | --------------------- | ---------------------------------- | ------------- | ------------ | ----- | ---- |
| Glocke      | Bronze, 1677 gegossen | in der Kirche Ste-Madeleine (Lage) | PM33000783    | Classé       | 1942  |      |